# Флаг Ярославского района (Ярославская область)
Флаг Ярославского муниципального района Ярославской области Российской Федерации.
Флаг, утверждённый 20 декабря 2002 года как флаг Ярославского муниципального округа (после муниципальной реформы — Ярославский муниципальный район), является официальным символом Ярославского муниципального района и внесён в Государственный геральдический регистр Российской Федерации с присвоением регистрационного номера 1152.
Флаг составлен на основании герба Ярославского района по правилам и соответствующим традициям вексиллологии и отражает исторические, культурные, социально-экономические, национальные и иные местные традиции.

## Описание флага
«Флаг Ярославского муниципального района представляет собой белое полотнище с отношением ширины к длине 2:3, с зелёной полосой вдоль нижнего края в 1/6 ширины и несущее в центре изображение фигур из герба Ярославского района — волнистую голубую вертикальную полосу и двух чёрных противостоящих медведей, из которых более близкий к древку держит на правом, а другой — на левом плече по жёлтой секире, тогда как их свободные лапы подняты».

## Обоснование символики
Два медведя, приветствующие друг друга, аллегорически показывают город Ярославль и Ярославский район, жизнь которых неразрывно связана исторически, территориально, экономически и духовно.
Чёрный цвет — символ благоразумия, строгости, торжественности и вечности.
Голубая волнистая полоса показывает великую русскую реку Волгу, на берегах которой расположен район.
Голубой цвет в геральдике — символ чести, красоты и добродетели.
Белый цвет (серебро) — символ простоты, совершенства, мудрости, благородства, мира и взаимосотрудничества.
Жёлтый цвет (золото) — символ высшей ценности, прочности, силы, великодушия и солнечного света.
Зелёная полоса отражает красивую природу района и его сельское хозяйство. Зелёный цвет — символ плодородия, надежды, жизни и здоровья.